# Tolire

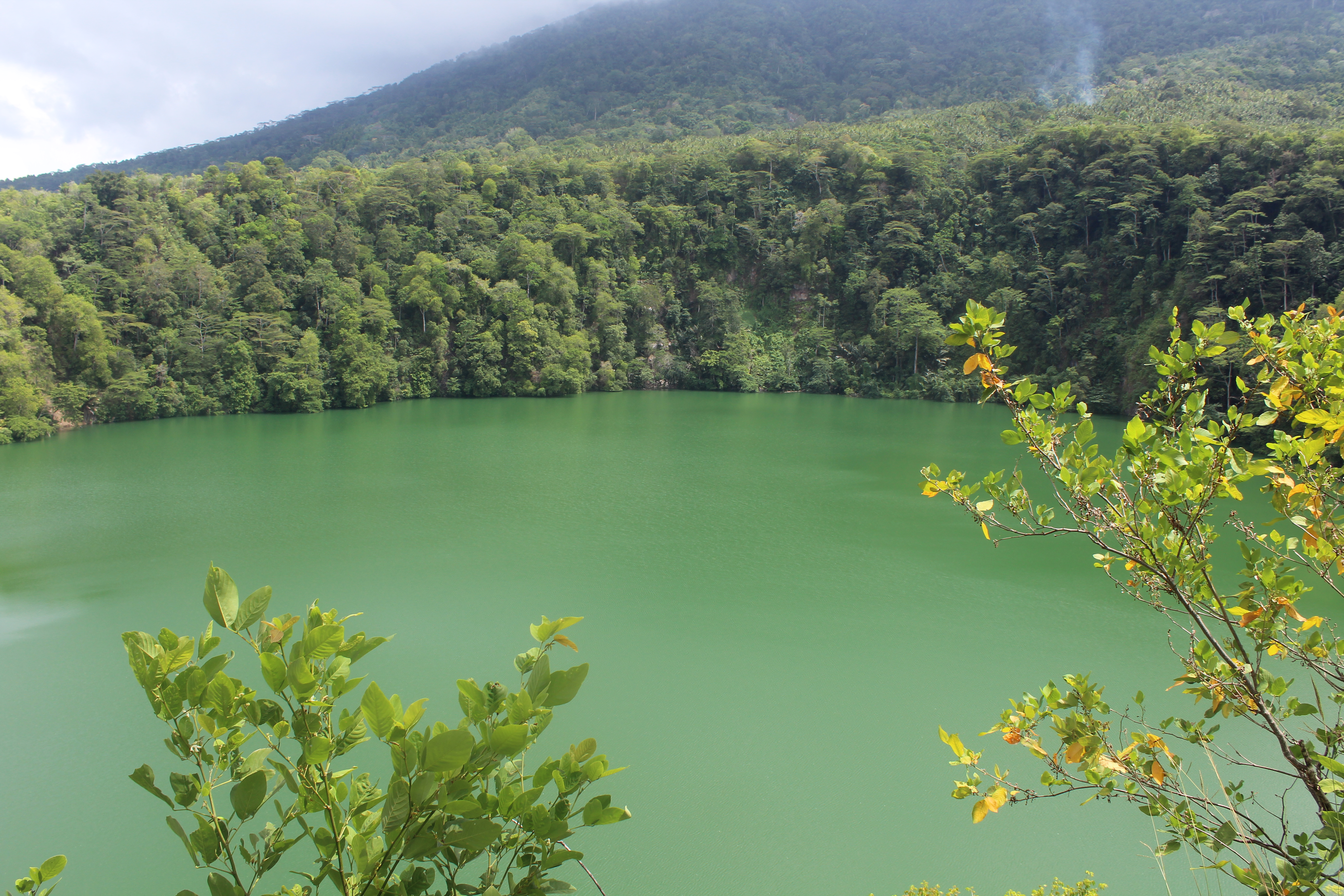
Tolire Besar

Tolire (indonez. Danau Tolire) – dwa jeziora kraterowe w Indonezji na wyspie Ternate w archipelagu Moluków. Są położone w odległości 200 m od siebie, w północno-zachodniej części Ternate. Noszą nazwy Tolire Besar (ternate Tolire Lamo, „duże Tolire”) i Tolire Kecil (Tolire Ici, „małe Tolire”).
Z powstaniem Tolire Besar i Tolire Kecil jest powiązana miejscowa legenda, według której pewien mieszkaniec wsi Tolire wszedł w kazirodczy związek z własną córką. W ramach boskiej kary wieś została zatopiona; ojca przemieniono w Tolire Besar, a córkę w Tolire Kecil.